# Javier Cantero de la Puente
Javier Cantero de la Puente, nacido el 22 de enero de 1988 en Granada (España) es un futbolista español que forma parte del Burgos CF.

## Carrera deportiva
El futbolista se formó en las canteras del Espanyol de Barcelona y el Atlético de Madrid. Más tarde, jugó en el Real Oviedo.
Este futbolista fue Campeón de Europa Sub-19 en Austria 2007. Disputando todos los minutos del campeonato celebrado en Linz.
Tras su paso por el Enosis Neon Paralimniou chipriota, en 2014 el defensa andaluz ficha por el CD Mirandés.

## Clubes
| Club                  | País   | Año       |
| --------------------- | ------ | --------- |
| RCD Espanyol B        | España | 2007-2009 |
| Atlético de Madrid B  | España | 2009-2012 |
| Real Oviedo           | España | 2012-2013 |
| Enosis Neon Paralimni | Chipre | 2013-2014 |
| CD Mirandés           | España | 2014-2016 |
| Recreativo de Huelva  | España | 2016-2018 |
| Burgos Club de Fútbol | España | 2018      |